# Grub (Eggersriet)
Grub (toponimo tedesco) è una frazione (ortsgemeinde) di 498 abitanti del comune svizzero di Eggersriet, nel Canton San Gallo (distretto di San Gallo); è indicata anche come Grub SG per distinguerla dall'omonimo comune limitrofo del Canton Appenzello Esterno.

## Geografia fisica
Grub si trova sul versante meridionale del monte Rorschacherberg, lungo la strada che la collega all'omonimo comune limitrofo del Canton Appenzello Esterno.

## Storia
Con l'istituzione dei comuni sangallesi nel 1803 Grub fu incorporato, assieme a Eggersriet, in quello di Untereggen, dal quale le due località si separarono nel 1827 per formare il nuovo comune politico di Eggersriet; nel 1850 la proposta di separazione di Grub per istituire un comune autonomo fu respinta dal governo cantonale.

## Monumenti e luoghi d'interesse
- Chiesa parrocchiale cattolica di San Giovanni Battista, eretta nel 1755[2];
- Cappella di Lourdes sul Rossbüchel, eretta nel 1892[2].

## Società

### Evoluzione demografica
L'evoluzione demografica è riportata nella seguente tabella:
Abitanti censiti

## Geografia antropica
Grub comprende anche le sub-frazioni di Büel, Fürschwendi e Underbilchen.

## Economia
Grub è un paese prevalentemente agricolo e residenziale, con rilevante pendolarismo in uscita verso Goldach, Heiden, Rorschach e San Gallo.